# Sibuyansjön

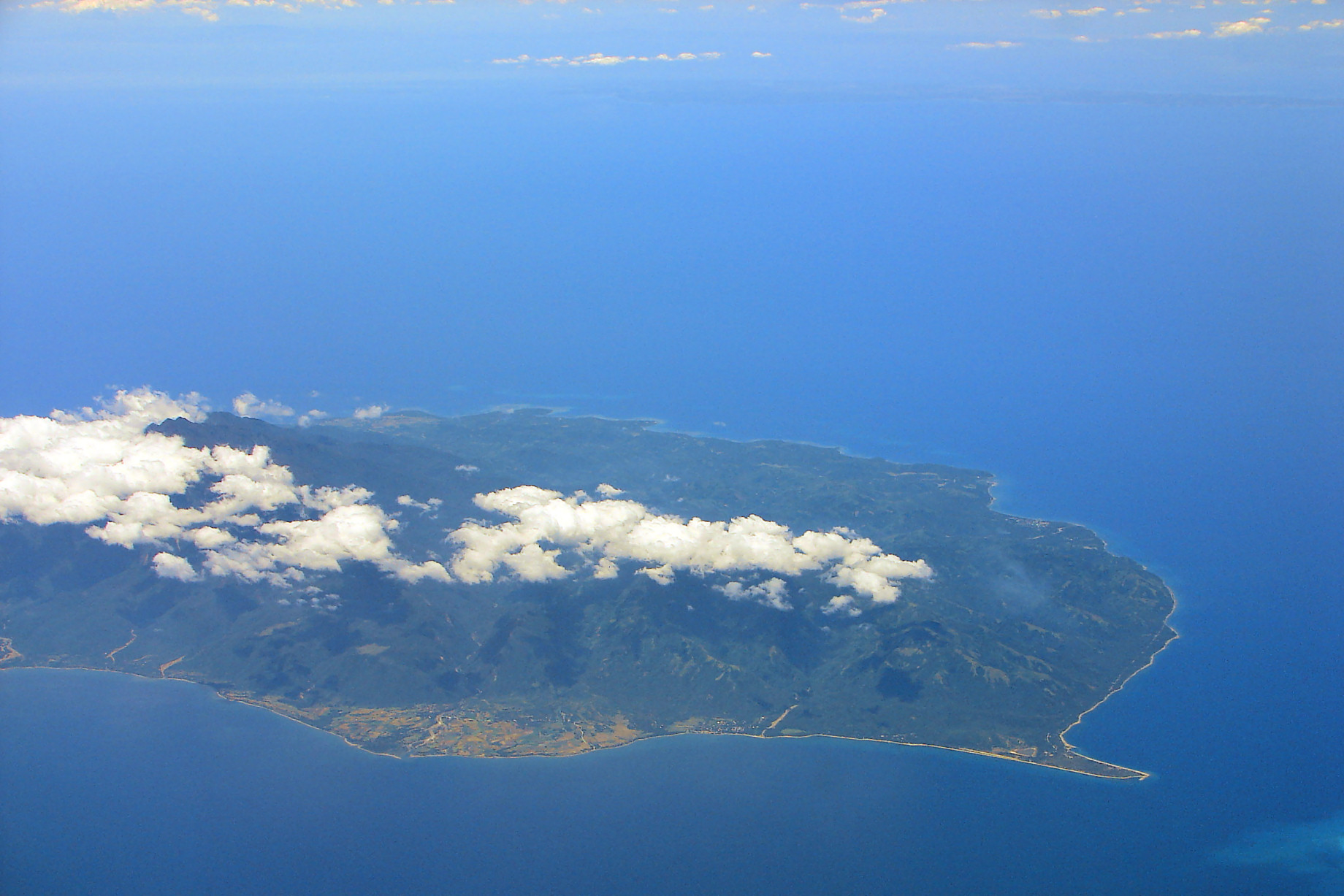
Ön Sibuyan som ligger i Sibuyansjön.

Sibuyansjön är ett litet hav i Filippinerna som skiljer Visayaöarna från Luzon. Det avgränsas av Panay i söder, Mindoro i väst, Masbate i öst samt Marinduque och Bikolhalvön i norr.
Sibuyansjön förbinds med Sulusjön via Tablassundet i väst, Sydkinesiska havet via Verdesundet i nordväst och Visayahavet via Jintotolosundet i sydöst.

## Historik
Den 23–26 oktober 1944 inträffade Slaget vid Leytebukten i Sibuyansjön.